# لوتو اسپورت
لوتو اسپورت ایتالیا (به انگلیسی: Lotto Sport Italia) یک کارخانهٔ تولید البسه، کفش و تجهیزات ورزشی است. مقر آن شهر ترویزو در کشور ایتالیا است و در سال ۱۹۷۳ تأسیس شده است.